# 1394
| 1394               |
| ------------------ |
| Dødsfald - Fødsler |
|                    |

| Gregoriansk kalender | 1394 MCCCXCIV           |
| Ab urbe condita      | 2147                    |
| Armensk kalender     | 843 ԹՎ ՊԽԳ              |
| Kinesiske kalender   | 4090 – 4091 癸酉 – 甲戌 |
| Etiopisk kalender    | 1386 – 1387             |
| Jødisk kalender      | 5154 – 5155             |
| Hindukalendere       |                         |
| - Vikram Samvat      | 1449 – 1450             |
| - Shaka Samvat       | 1316 – 1317             |
| - Kali Yuga          | 4495 – 4496             |
| Iransk kalender      | 772 – 773               |
| Islamisk kalender    | 796 – 797               |

Regent i Danmark: Margrete 1. 1387-1412 og senere formelt Erik 7. af Pommern 1396-1439
Se også 1394 (tal)

## Født
- 4. juni - Philippa af England (død 1430), engelsk prinsesse og senere gift med Erik 7. af Pommern.